# Valerie May-Hülsmann
Valerie May-Hülsmann (* 7. Mai 1883 als Bertha Margarethe Ludmilla Valerie oder Ludmilla Berta Margareta Valerie Hülsmann in Angern-Rogätz/Elbe; † 3. November 1946 in Stuttgart) war eine deutsche Porträt-, Landschafts- und Stilllebenmalerin und Illustratorin für Jugendbücher.

## Leben und Werk
Valerie Hülsmann war die Tochter von Sabine Barbara Hülsmann, geborene Mack (* 1852) und Karl Hülsmann (* 1856) und verbrachte ihre Jugend in Tangerhütte in der Altmark. Sie besuchte die Königliche Kunstschule zu Berlin von 1898 bis 1901 und schloss die Ausbildung mit dem Examen als Zeichenlehrerin ab. Von 1901 bis 1906 besuchte sie die Damenakademie des Münchner Künstlerinnenvereins. Ihre Lehrer waren Heinrich Knirr, Hermann Groeber, Georg Weinhold, Hegenbarth, Moritz Heymann und in Dachau Adolf Hölzel. 1906 siedelte die Künstlerin nach Stuttgart über und bezog bis 1907 eine Atelierwohnung im Vereinshaus des Württembergischen Malerinnenvereins. Nach dem Umzug war sie Privatschülerin von Hölzel. Im Jahr 1907 unternahm sie eine Reise nach Italien. 1908 heiratete sie den Maler, Bildhauer, Musiker und Schriftsteller Karl Friedrich Bruno May (1880–1959), mit dem sie weitere Studienreisen unternahm. 1911 wurde die Tochter Renate geboren († 1980). Das Paar betrieb zeitweise eine Malschule. Valerie May-Hülsmann gehörte zur Jury des Württembergischen Kunstvereins. Vor der Gleichschaltung der Künstler durch die Nationalsozialisten war May-Hülsmann Beisitzerin im Württembergischen Malerinnenverein. Sie stellte in Deutschland, Italien und Südamerika aus, teilweise gemeinsam mit ihrem Mann. Ihr Monogramm um 1930 bestand aus einem H, das über einem M liegt und durch ein kleines V bekrönt wird. Einige ihrer Werke befinden sich im Kunstmuseum Stuttgart sowie in der Grafischen Sammlung der Staatsgalerie Stuttgart.

## Arbeiten (Auswahl)
- Ölgemälde[5]
- Frühlingsblumen, Ölgemälde[6]
- Stillleben, Ölgemälde[6]
- Ölgemälde[7]
- Strauß[8]
- Die Gratulantin, Ölgemälde[9]
- Ölgemälde[10]
- Zwei Kinderbilder[11]
- Blumen in Silberschale, Ölgemälde[12]
- Gelbe Rosen, Ölgemälde[12]
- Am See, Zeichnung[12]
- Kind mit Hund, Zeichnung[12]
- Markt im Winter[12]
- Von der Reise, Tuschzeichnung[13]
- Mutterfreude, Ölgemälde[14]
- Weihnachtsblüten[15]
- Bildnis Oberst M.[15]
- Am Blanken Pfuhl[15]
- Blumenstillleben mit „Crokus“[16]

## Ausstellungen (Auswahl)
- Atelierhaus-Galerie des Württembergischen Malerinnenvereins (1909)[2]
- Württembergischer Kunstverein Stuttgart (1909)[17][18]
- Württemberger Kunstverein Stuttgart (1910)[19]
- Nassauischer Kunstverein Wiesbaden (1911)[20]
- Galerie Eduard Schulte, Berlin (1911)[21]
- Galerie Eduard Schulte, Köln (1912)[22]
- Galerie Eduard Schulte, Düsseldorf (1912)[23]
- Frühjahr-Ausstellung der Münchener Secession im Königlichen Kunstausstellungsgebäude am Königsplatz in München (1912)[24][25]
- Württembergischer Kunstverein Stuttgart (1912)[26]
- Künstlerverein St. Lucas, Magdeburg (1913)[27]
- Württembergischer Kunstverein Stuttgart (1913, 1915, 1917,[2] 1927)
- Gartenbauausstellung (1913)[2]
- Frauenkunstverband (1915, 1924, 1924)[2]
- „Ausstellung zu Gunsten Württembergischer Künstler“ (1915)[2]
- „Württemberger Kunst 1891–1916“ (1916)[2]
- Kunsthaus Schaller (1925)[2]
- „Große Schwäbische Kunstschau“ des Stuttgarter Künstlerbunds (1925)[2]

### Posthum
- „Hölzel und sein Kreis“ (1961)[2]
- „Zeichner im südwestdeutschen Raum“, Staatsgalerie (1976)[2]

## Illustrationen (Auswahl)
- Margarete Miltschinsky: Puppe Liesels Abenteuer, mit vier farbigen Bildern von Valerie May-Hülsmann, Thienemann, Stuttgart o. J.
- Paul Brockhaus: Wunderbaum: Bub und Mädel, kommt heran, und wer mag, der schüttle dran! Geschichten, Lieder und Rätsel für die Kleinen, mit vier Bildern von Valerie May-Hülsmann, Thienemann, Stuttgart 1919.
- Sophie Wilmanns: Die Familie Fröhlich. Eine Puppen- und Weihnachtsgeschichte, mit 27 Tondruckbildern von Valerie May-Hülsmann, Thienemann, Stuttgart 1920.
- Sophie Wilmanns: Von Surr und Schnurr und anderm kleinen Volk. Geschichten von Menschen und Tieren. Mit 16 Tondruckbildern von Valerie May-Hülsmann, Thienemann, Stuttgart 1924.

## Mitgliedschaften
- Münchner Künstlerinnenverein (1901 bis 1911)[2]
- Württembergischer Malerinnenverein (1906 bis 1946)[2]
- Frauenkunstverband, Ortsgruppe Stuttgart (1915 bis 1927)[2]
- Württembergischer Kunstverein Stuttgart[2]
- Freie Künstlervereinigung[2]
- Stuttgarter Künstlerbund[2]